# Neapels guld
Neapels guld (italienska: L'oro di Napoli) är en italiensk komedifilm från 1954 i regi av Vittorio De Sica.

## Rollista i urval

### Del 1: "Il guappo"
- Totò - don Saverio Petrillo
- Lianella Carell - donna Carolina Saverio
- Agostino Salvietti - Gennaro Esposito

### Del 2: "Pizze a credito"
- Sophia Loren - Sofia
- Paolo Stoppa - don Peppino
- Tecla Scarano - don Peppinos vän

### Del 3: "Funeralino"
- Teresa De Vita - modern

### Del 4: "I giocatori"
- Vittorio De Sica - greve Prospero B.

### Del 5: "Teresa"
- Silvana Mangano - Teresa
- Erno Crisa - Don Nicola

### Del 6: "Il professore"
- Eduardo De Filippo - don Ersilio Miccio
- Tina Pica - den gamla damen